# Solanum campechiense
Espèce
Synonymes
- Solanum guanicense Urban[2].

Solanum campechiense est une espèce de plantes de la famille des Solanaceae.

## Liste des variétés
Selon Catalogue of Life (21 octobre 2018.) :
- variété Solanum campechiense var. fuscatum.

Selon Tropicos (21 octobre 2018) :
- variété Solanum campechiense var. campechiense ;
- variété Solanum campechiense var. fuscatum (L.) L.